# Castas registradas y tribus registradas
Las castas registradas [del inglés Scheduled Castes (SCs)] y tribus registradas [del inglés Scheduled Tribes (STs)] son dos grupos sociales de la India históricamente en desventaja con respecto a otros grupos y que son reconocidos en la constitución de la India. Durante el período del mandato británico en el subcontinente indio, estos grupos sociales fueron conocidos como clases deprimidas. En los textos modernos, las castas registradas son referidas a veces como dalits.
Las castas registradas y las tribus registradas comprenden aproximadamente 16,6 % y 8,6 %, respectivamente, de la población de la India (de acuerdo al censo de 2011 census). La constitución de la India enlista 1108 castas en 29 estados y 744 tribus en 22 estados.
Desde la independencia, a las castas registradas y tribus registradas les fueron otorgadas un estatus de «reserva», garantizando representación política. La constitución asienta  acción afirmativa para estos grupos sociales.

Percent of scheduled tribes in India by tehsils by census 2011